# Preseka Oborovska
Preseka Oborovska falu Horvátországban Zágráb megyében. Közigazgatásilag Rugvicához tartozik.

## Fekvése
Zágráb központjától 24 km-re délkeletre, községközpontjától 4 km-re délre, a Száva bal partján fekszik.

## Története
A települést 1231-ben említik először. Neve a horvát "presjeći" (átvágni) szóból származik, mely azt jelzi, hogy egykor itt lehetett átkelni a Száva egyik partjáról a másikra. 1900-ban hivatalos nevét Presekáról Preseka Oborovskira változtatták, mely arra utal, hogy az oborovoi plébániához tartozik. Gyakran nevezik Oborovska Presekának is. A múlt században lakói között sok támogatója volt a kommunista pártnak és a partizán mozgalomnak, ezért gyakran nevezték "Crvena Preseka", azaz Vörös Presekának. A falu kommunista alapszervezetét 1938-ban alapították.
1857-ben 266, 1910-ben 371 lakosa volt. Trianon előtt Zágráb vármegye Dugo Seloi járásához tartozott. Később 1955-től Dugo Selo község része volt. Az 1990-es évektől Zágráb és Dugo Selo közelségének köszönhetően lakosságának száma ismét emelkedik. Az újonnan betelepülők főként a honvédő háború idején érkeztek. 1993-ban az újonnan alakított Rugvica községhez csatolták. A falunak 2001-ben 233 lakosa volt.

## Lakosság
| Lakosság változása | Lakosság változása | Lakosság változása | Lakosság változása | Lakosság változása | Lakosság változása | Lakosság változása | Lakosság változása | Lakosság változása | Lakosság változása | Lakosság változása | Lakosság változása | Lakosság változása | Lakosság változása | Lakosság változása |
| ------------------ | ------------------ | ------------------ | ------------------ | ------------------ | ------------------ | ------------------ | ------------------ | ------------------ | ------------------ | ------------------ | ------------------ | ------------------ | ------------------ | ------------------ |
| 1857               | 1869               | 1880               | 1890               | 1900               | 1910               | 1921               | 1931               | 1948               | 1953               | 1961               | 1971               | 1981               | 1991               | 2001               |
| 266                | 257                | 288                | 344                | 365                | 371                | 371                | 358                | 138                | 280                | 273                | 208                | 179                | 136                | 162                |

## Külső hivatkozások
Rugvica község hivatalos oldala